# Leiocithara lischkei
Leiocithara lischkei là một loài ốc biển, là động vật thân mềm chân bụng sống ở biển trong họ Conidae, họ ốc cối.

## Phân bố
Chúng phân bố ở biển dọc theo Nhật Bản.